# 樋口泰人
樋口 泰人（ひぐち やすひと、1957年 - ）は、日本の映画評論家、音楽評論家。boid主宰。

## 経歴
1957年、山梨県に生まれる。慶應義塾大学経済学部中退。雑誌『カイエ・デュ・シネマ・ジャポン』の編集委員を務めた。1998年にboidを設立し、ビデオ、単行本、CDなどを製作・発売する。2004年より吉祥寺バウスシアターにて映画の爆音上映イベントを開催し、2008年に爆音映画祭をスタートさせた。主な著書に『映画とロックンロールにおいてアメリカと合衆国はいかに闘ったか』『映画は爆音でささやく 99-09』がある。

## 著書

### 単著
- 『映画とロックンロールにおいてアメリカと合衆国はいかに闘ったか』（青土社、1999年）
- 『映画は爆音でささやく 99-09』（boid、2010年）

### 共編著
- 『タルコフスキー・アット・ワーク』（編、芳賀書店、1989年）
- 『ヴィム・ヴェンダース』（監修、カルチュア・パブリッシャーズ、1997年）
- 『カンヌ映画祭の50年 出品全3280作リスト集』（編、アスペクト、1998年）
- 『ウディ・アレン』（都筑はじめと監修、カルチュア・パブリッシャーズ、1998年）
- 『ロスト・イン・アメリカ』（稲川方人と編、デジタルハリウッド出版局、2000年）
- 『ジョン・カーペンター読本』（山崎圭司と編、boid、2018年）
- 『青山真治アンフィニッシュドワークス』（松村正人と編、河出書房新社、2023年）
- 『青山真治クロニクルズ』（編、リトルモア、2023年）